# خوليو بينتو
خوليو بينتو (بالإسبانية: Julio Pinto Vallejos)‏ هو مؤرخ تشيلي، ولد في 1956.